# Amstel Gold Race 1971
La 6e édition de la course cycliste, l'Amstel Gold Race a eu lieu le 28 mars 1971 et a été remportée  par le Belge  Frans Verbeeck.

## Classement final
| Pos. | Coureur             | Pays     | Équipe                   | Temps           |
| ---- | ------------------- | -------- | ------------------------ | --------------- |
| 1.   | Frans Verbeeck      | Belgique | Watney-Avia              | 6 h 11 min 53 s |
| 2.   | Gerben Karstens     | Pays-Bas | Goudsmit-Hoff            | + 0 s           |
| 3.   | Roger Rosiers       | Belgique | Bic                      | + 0 s           |
| 4.   | Georges Pintens     | Belgique | Hertekamp-Magniflex-Novy | + 0 s           |
| 5.   | Herman Van Springel | Belgique | Molteni-Arcore           | + 0 s           |
| 6.   | Jos Deschoenmaecker | Belgique | Molteni-Arcore           | + 0 s           |
| 7.   | Gerard Vianen       | Pays-Bas | Fagor-Mercier-Hutchinson | + 0 s           |
| 8.   | Roger Swerts        | Belgique | Molteni-Arcore           | + 0 s           |
| 9.   | Jos Spruyt          | Belgique | Molteni-Arcore           | + 1 min 32 s    |
| 10.  | Jan Krekels         | Pays-Bas | Goudsmit-Hoff            | + 1 min 32 s    |